# Boulevard Henri-Vasnier

Le  boulevard Henri-Vasnier  est une voie de la commune de Reims, située au sein du département de la Marne, en région Grand Est.

## Situation et accès
Le boulevard Henri-Vasnier appartient administrativement au quartier Barbâtre - Saint-Remi - Verrerie.

## Origine du nom
Le boulevard porte le nom de Henry Vasnier, bienfaiteur de la ville. Né à Paris le 28 avril 1832, il fait fortune en tant que négociant en vin. Il est notamment connu pour sa riche collection d’œuvres d’art. Il commence à acquérir ses premières peintures dès 1863. Dès lors, il consacre sa vie à enrichir sa collection en achetant des peintures, des sculptures, des arts graphiques ou encore des arts décoratifs. Sa collection éclectique reflète son goût pour les productions artistiques de son époque. Il acquiert des œuvres à des artistes majeurs de la seconde moitié du XIXe siècle comme Claude Monet, Eugène Boudin, Camille Pissarro, Alfred Sisley ou encore Emile Gallé. 
À sa mort le 28 février 1907, il effectue un legs majeur à la Ville de Reims, témoignant de son engagement et de son attachement pour cette ville. Une majorité de ses biens intègre dès lors ses collections et forme le cœur des futures collections du musée des Beaux-Arts. Aujourd’hui encore, ses œuvres se trouvent conservées au sein du musée. 

## Historique
En 1908 le conseil municipal décidait de renommer une partie du « boulevard Gerbert » du nom de « boulevard Henri-Vasnier ».

## Bâtiments remarquables et lieux de mémoire
- La statue du général d'Erlon ;
- le château des Crayères et son parc ;
- stèle de l'ancien Monument aux héros de l'Armée noire ;
- le domaine Pommery ;
- la Villa Demoiselle.

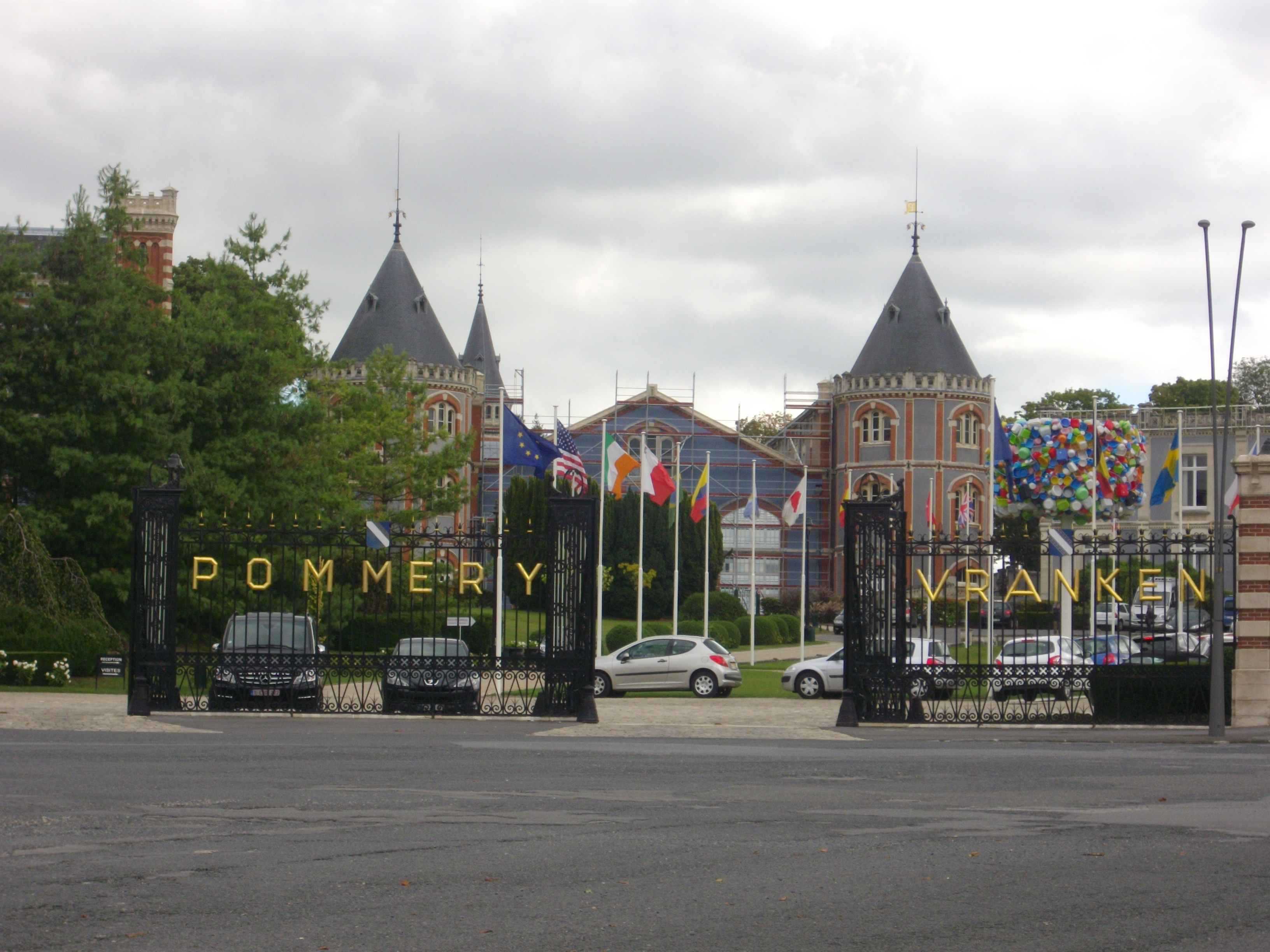
Entrée du domaine Pommery.
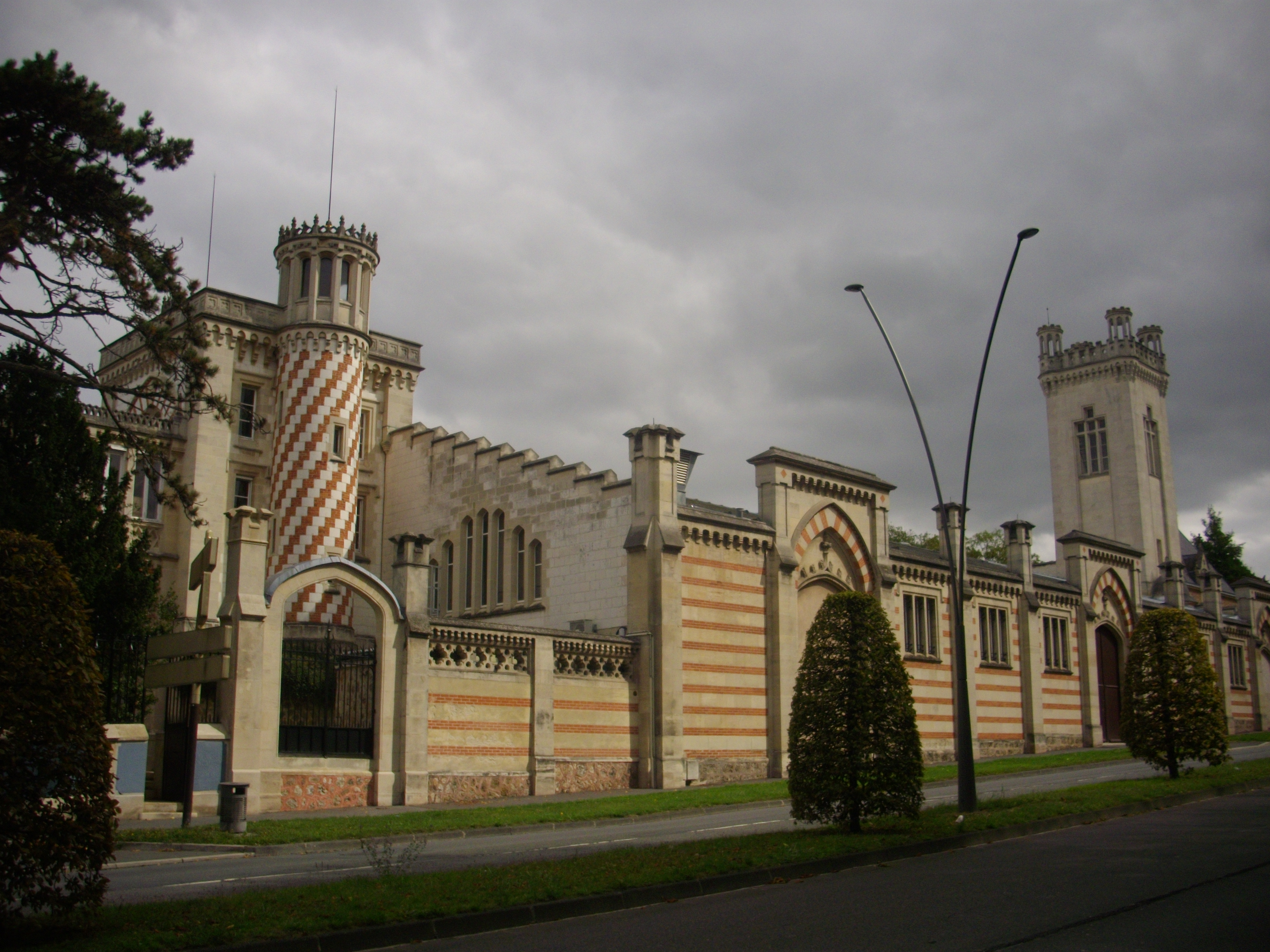
Vue depuis le boulevard.
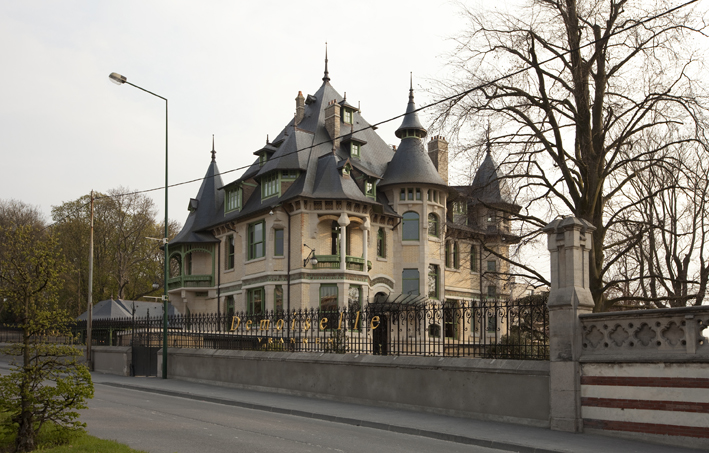
Villa Demoiselle.
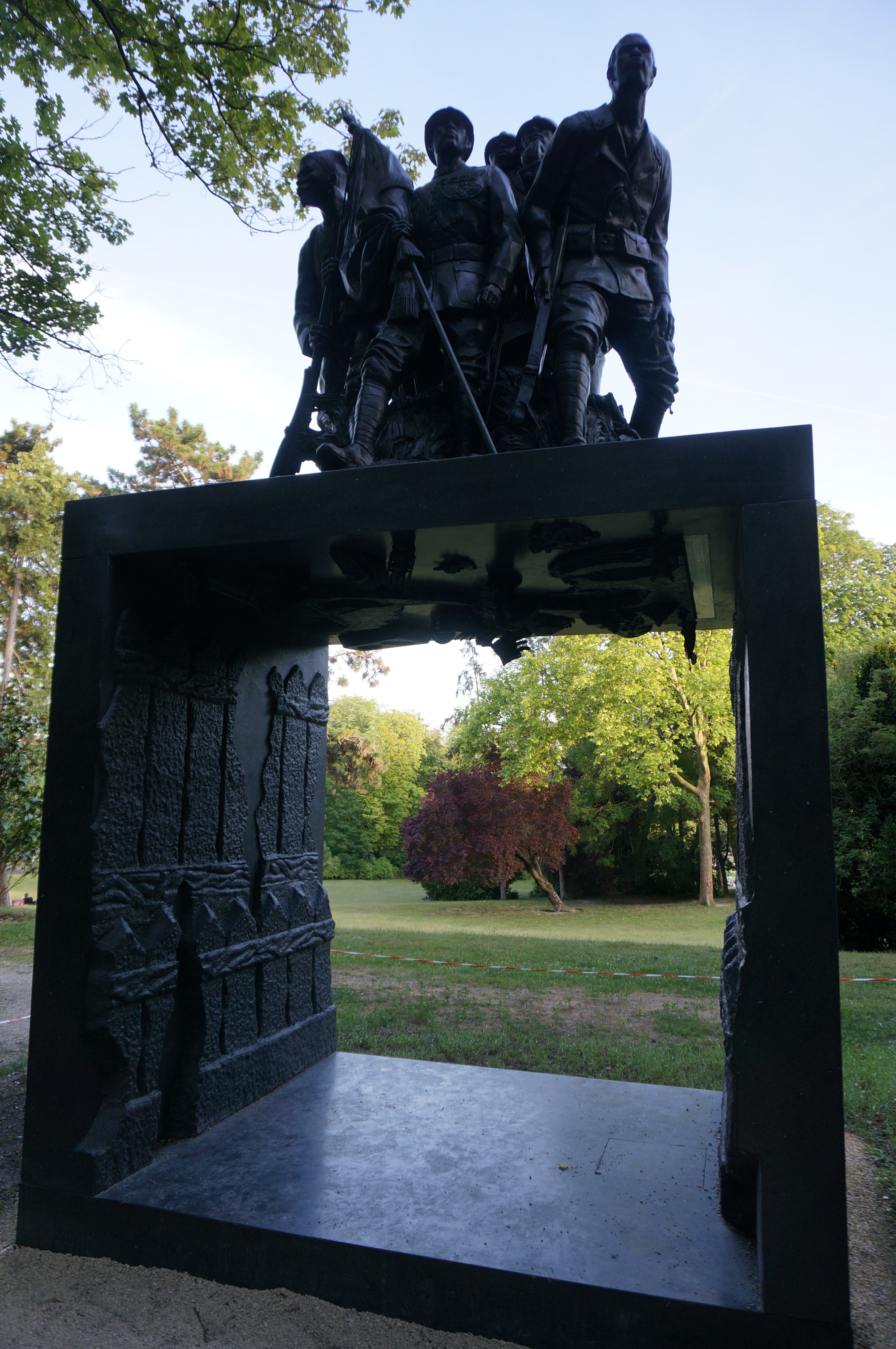
Monument aux héros de l'Armée noire.